# Le Piège (Demain nous appartient)
 (juillet 2021).
Pour les articles homonymes, voir Le Piège.
Le Piège est le premier épisode spécial prime time du feuilleton télévisé français Demain nous appartient en deux parties, diffusé en 2019.

## Synopsis
Chloé, Anna et Mathieu ont décidé de partir en randonnée. Par ailleurs, Rose, sous le charme du bel infographiste, s’invite à la balade. Mais leur excursion vire au drame lorsqu’ils se retrouvent menacés et pris en otages par Clara, une mystérieuse inconnue. Marianne, la mère d’Anna et Chloé est contactée : pour sauver ses filles, elle doit commettre l’irréparable sans rien dire à la police… Les otages vont-ils s’en sortir indemnes ?

## Fiche technique
- Réalisation : Thierry Peythieu[1]
- Scénario : Pascal Perbet et Estelle Sayada
- Direction de la Photographie : Rod Séraphine[2]
- Montage : Benoît Alavoine et Yannick Grassi
- Production : Hubert Besson, Vincent Meslet, Sophie Ferrario, Sarah Farahmand
- Sociétés de production : TelFrance, TelSète
- Sociétés de distribution : TF1
- Pays d'origine :  France
- Langue originale : Français
- Durée : 2 × 52 minutes

## Distribution
- Ingrid Chauvin : Chloé Delcourt
- Alexandre Brasseur : Alex Bertrand
- Lorie Pester : Lucie Salducci
- Maud Baecker : Anna Delcourt
- Samy Gharbi : Karim Saeed
- Vanessa Demouy : Rose Latour
- Clément Rémiens : Maxime Delcourt
- Franck Monsigny : Martin Constant
- Luce Mouchel : Marianne Delcourt
- Sahelle De Figueiredo : Noor Beddiar
- Rani Bheemuck : Lou Clément
- Pierre Deny : Renaud Dumaze
- Farouk Bermouga : Victor Brunet
- Grégoire Champion : Timothée Brunet
- Romane Portail : Clara Laugier
- Raphaël Kahn : Mathieu Vallette
- Jérémy Jacomet : Officier du RAID

## Production

### Genèse et développement
Le 27 août 2018, lors de la conférence de presse de rentrée de TF1, Anne Viau, patronne de l'unité fiction de la chaîne annonce qu'un prime-time serait actuellement en "cours de développement", en récompense des bonnes audiences de la série,.
Le 21 mai 2019, TF1 officialise la date de diffusion du premier prime-time du feuilleton. Cette soirée événement intitulée « Le piège » aura lieu le lundi 10 juin 2019 à 21 h.

### Tournage
Le tournage s'est déroulé durant avril 2019 dans les environs paysagères de Mourèze, environ une heure près de distance de la ville de Sète.

## Audiences
| Saison  | N° d'épisode | Titre    | Chaîne           | Date de diffusion originale | Nombre de téléspectateurs | PDM     | Référence |
| ------- | ------------ | -------- | ---------------- | --------------------------- | ------------------------- | ------- | --------- |
| 2       | 1            | Le Piège | TF1              | 10 juin 2019                | 4 225 000                 | 18 %    | [ 7 ]     |
| 2       | 1            | Le Piège | TF1 Séries Films | 11 juin 2019                | 120 000                   | 0,5 %   | [ 8 ]     |
| 2       | 1            | Le Piège | La Une           | 9 juin 2019                 | 162 000                   | NC      |           |
| 2       | 2            | Le Piège | TF1              | 10 juin 2019                | 3 930 000                 | 20,7 %  | [ 7 ]     |
| 2       | 2            | Le Piège | TF1 Séries Films | 11 juin 2019                | 122 000                   | 0,7 %   | [ 8 ]     |
| 2       | 2            | Le Piège | La Une           | 9 juin 2019                 | 162 000                   | NC      |           |
| Moyenne | Moyenne      | Moyenne  | Moyenne          | Moyenne                     | 4 077 500                 | 19,35 % |           |
| Moyenne | Moyenne      | Moyenne  | Moyenne          | Moyenne                     | 121 000                   | 0,6 %   |           |
| Moyenne | Moyenne      | Moyenne  | Moyenne          | Moyenne                     | 162 000                   | NC      |           |